# Ixia stohriae
Ixia stohriae är en irisväxtart som beskrevs av Harriet Margaret Louisa Bolus. Ixia stohriae ingår i släktet Ixia och familjen irisväxter. Inga underarter finns listade i Catalogue of Life.